# Blocage d'adresse IP

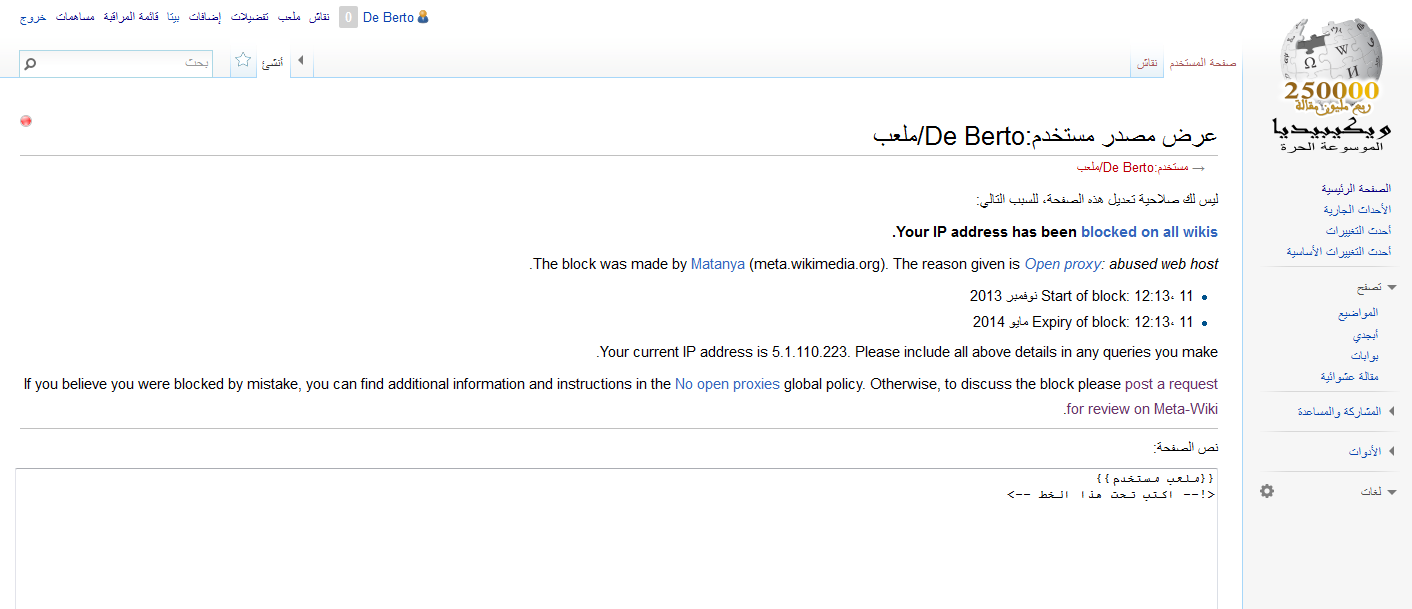
Cette image est une capture d'écran d'un blocage d'adresse IP. Dans cette image nous pouvons voir l'adresse IP et le message disant que l'adresse IP de la personne a été bloquée.

Le blocage d'adresse IP est une configuration d'un service réseau qui bloque les requêtes des hôtes avec certaines adresses IP. Le blocage d'adresses IP est couramment utilisé pour se protéger contre les attaques par force brute et pour empêcher l'accès par une adresse perturbatrice.
Le blocage d'adresse IP peut être utilisé pour restreindre l'accès à ou à partir d'une zone géographique particulière, par exemple, la syndication de contenu vers une région spécifique, également connue sous le nom de géolocalisation et de blocage géographique.

## Fonctionnement
Chaque appareil connecté à Internet se voit attribuer une adresse IP unique, qui est nécessaire pour permettre aux appareils de communiquer entre eux. Avec un logiciel approprié sur le site Web hôte, l'adresse IP des visiteurs du site peut être enregistrée et peut également être utilisée pour déterminer l'emplacement géographique du visiteur,.
La collection des données de l'adresse IP peut, par exemple, regarder si une personne a déjà visité le site, par exemple pour voter plus d'une fois, ainsi que pour surveiller son schéma de visualisation, depuis combien de temps elle a effectué une activité sur le site (et estimer un délai d'attente), et ainsi de suite.
Connaître la géolocalisation du visiteur indique, en plus d'autres choses, le pays du visiteur. Dans certains cas, les demandes ou les réponses à un certain pays seraient entièrement bloquées. Le blocage géographique a été utilisé, par exemple, pour cibler les adresses IP nigérianes en raison de la perception que toutes les entreprises originaires du pays sont frauduleuses, ce qui rend extrêmement difficile pour les entreprises légitimes basées dans le pays d'interagir avec leurs homologues dans le reste du pays et dans le monde. Pour faire des achats à l'étranger, les Nigérians doivent s'appuyer sur des serveurs proxy pour masquer la véritable origine d'une requête Internet[réf. nécessaire].
Les utilisateurs d'Internet peuvent contourner le blocage géographique et la censure pour protéger leur identité et leur emplacement personnels afin de rester anonymes sur Internet à l'aide d'une connexion VPN.
Sur un site Web, un blocage d'adresse IP peut empêcher l'accès à une adresse perturbatrice, bien qu'un avertissement et/ou un blocage de compte puissent être utilisés en premier. L'allocation dynamique des adresses IP par les FAI peut compliquer le blocage des adresses IP entrantes, rendant difficile le blocage d'un utilisateur spécifique sans bloquer de nombreuses adresses IP (blocs de plages d'adresses IP), créant ainsi des dommages collatéraux.

## Implémentations
Les systèmes d' exploitation de type Unix implémentent généralement le blocage d'adresses IP à l'aide d'un wrapper TCP, configuré par les fichiers de contrôle d'accès hôte /etc/hosts.deny et /etc/hosts.allow.
Les entreprises et les écoles offrant un accès utilisateur à distance utilisent des programmes Linux tels que DenyHosts ou Fail2ban pour se protéger contre les accès non autorisés tout en autorisant l'accès à distance autorisé. Ceci est également utile pour autoriser l'accès à distance aux ordinateurs. Il est également utilisé pour la censure sur Internet.

## Éviter le blocage d'adresses
Les serveurs proxy et d'autres méthodes peuvent être utilisés pour contourner le blocage du trafic des adresses IP. Cependant, des stratégies anti-proxy sont disponibles.
Dans une décision rendue en 2013 par un tribunal américain dans l'affaire Craigslist v. 3Taps, le juge fédéral américain Charles R. Breyer a estimé que le contournement d'un bloc d'adresse pour accéder à un site Web constituait une violation de la Computer Fraud and Abuse Act (CFAA) pour "accès non autorisé", passible de dommages et intérêts.